# Royal Australian Air Force
Royal Australian Air Force (zkratka RAAF) je letectvo Australského svazu. Přímo navazuje na tradice druhého nejstaršího letectva na světě Australian Flying Corps (AFC), vytvořeného 22. října 1912. V současnosti (2012) v RAAF slouží 17 375 vojáků a letectvo provozuje 275 letadel. Od svého vzniku se jeho jednotky zúčastnily obou světových válek, Korejské války i války ve Vietnamu. Posledním bojovým nasazením jednotek RAAF je zapojení do bojů proti Islámskému státu v Iráku počínaje říjnem 2014.
Mottem RAAF (stejně jako RAF) je latinské Per ardua ad astra.

## Historie

Vlajka RAAF
Poměr stran: 1:2

Předchůdcem RAAF byly Australian Flying Corps založené v roce 1914 jako součást britských Royal Flying Corps. AFC poskytovaly během první světové války podporu britským jednotkám v Iráku, Egyptě, Palestině, ale byly nasazeny také na západní frontě. Po skončení války se AFC v roce 1921 přeměnilo na nezávislé Royal Australian Air Force, jako druhé letectvo světa organizačně zcela nezávislé na pozemních a námořních silách, po britském Royal Air Force.
Na začátku druhé světové války se Australané zapojili do společného výcvikového programu letectev Commonwealthu (Empire Air Training Scheme). Cílem tohoto programu bylo připravit v co nejkratší době co největší počet pilotů ze všech částí britského impéria pro předpokládanou válku s Třetí říší a jejími spojenci.
Celkem bylo v průběhu války pod britským velením nasazeno 19 australských perutí. Většina jednotek byla umístěna na Britských ostrovech, ale některé ve Středomoří a Severní Africe. Australané také tvořili posádky bombardérů v britských perutích RAF.
19. února 1942 podniklo japonské letectvo nálet na Darwin. Australská vláda tak poprvé pocítila japonské ohrožení a začala se stahováním některých jednotek z Evropy, ačkoliv většina jich v Evropě zůstala až do konce války. Z nedostatku vlastních letounů schopných boje s Japonci Austrálie přistoupila k dovozu britských a amerických. Šlo především o letouny Bristol Beaufighter. Koncem roku 1942 započala výroba prvních v Austrálii vyvinutých stíhacích letounů typu CA-12 Boomerang. RAAF se od roku 1943 významně podílela na znovuzískání ztracených území v Pacifiku.
Celkově se bojů druhé světové války účastnilo přibližně 20 000 pilotů RAAF. V australském letectvu v tomto období sloužilo 219 600 lidí, z nichž 11 061 ve válce zahynulo.
Během války v Koreji obdrželo RAAF první proudové letouny Gloster Meteor. Nasazeny byly také transportní letouny k zásobování jednotek OSN. V následném konfliktu ve Vietnamu byly poprvé u RAAF použity vrtulníky Bell UH-1. Dvoumotorové bombardéry English Electric Canberra prováděly až do roku 1972 nálety na jednotky Vietkongu.
V následujících desetiletích se RAAF soustředilo zejména na logistickou podporu jednotek Spojených národů. Zvláštní akcí byla mírová mise v roce 1999 ve Východním Timoru pod vedením australských jednotek. V roce 2003 se australské letectvo účastnilo války v Iráku. Bojové letouny F/A-18 Hornet podnikaly společně s britskými Tornády nálety na cíle v Iráku. Navíc se podílely i na kontrole iráckého vzdušného prostoru. Nasazení v Iráku ovšem vyvolalo ostrou kritiku.[zdroj⁠?!] Letecká operační skupina 630 (anglicky Air Task Group 630) RAAF se od října 2014 podílelo na operacích proti hnutí Daeš na území Iráku, a od září 2015 i v Sýrii.

## Budoucnost
V roce 1996 zahájilo australské ministerstvo obrany program obnovy strojového parku. Jako náhrada za F/A-18 a F-111 bylo u firmy Lockheed Martin objednáno 100 letounů F-35A. Dosluhující tankovací Boeingy 707 budou nahrazeny pěti stroji Airbus A330 MRTT. Bylo objednáno i šest letadel včasné výstrahy Boeing 737 AEW&C Wedgetail. Pro strategickou přepravu byly roku 2008  čtyři Boeingy C-17 Globemaster III.

## Letadla
| Foto | Letadlo                               | Výrobce            | Typ                          | Verze                      | Ve službě | Poznámky |
| ---- | ------------------------------------- | ------------------ | ---------------------------- | -------------------------- | --------- | --- |
|      | McDonnell Douglas F/A-18 Hornet       | USA                | Víceúčelové letadlo          | AB                         | 5415      | Na rok 2018 je plánován začátek nahrazování ve službě typem F-35A Lightning II. |
|      | Boeing F/A-18E/F Super Hornet         | USA                | Víceúčelové letadlo          | F                          | 24        | Stroje F/A-18F nahradily letadla F-111C. |
|      | Boeing EA-18G Growler                 | USA                | Letoun pro elektronický boj  | EA-18G                     | 12        | |
|      | Airbus A330 MRTT                      | Francie            | Tankovací letadlo            | KC-30A                     | 6         | Austrálie objednala celkem 7 ks A330. |
|      | Boeing 737                            | USA                | AWACS                        | 737 AEW&C (E-7A Wedgetail) | 6         | Do budoucna plánováno zvýšení počtu na 9. |
|      | Lockheed AP-3C Orion                  | USA                | Námořní hlídkový letoun      | AP-3C/P-3C                 | 15        | V plánu je náhrada stroji P-8A Poseidon a bezpilotními MQ-4C Triton. |
|      | Boeing P-8 Poseidon                   | USA                | Námořní hlídkový letoun      | P-8A                       | 4         | |
|      | Lockheed Martin C-130J Super Hercules | USA                | Transportní letoun           | C-130J                     | 12        | |
|      | Boeing C-17                           | USA                | Transportní letoun           | C-17ER                     | 8         | |
|      | Alenia C-27J Spartan                  | Itálie             | Taktické transportní letadlo |                            | 7         | Austrálie objednala celkem 10 ks C-27J. |
|      | Beechcraft King Air                   | USA                | Transportní/cvičné letadlo   | B350                       | 8         | Nahradilo DHC-4 Caribou. |
|      | BAE Hawk                              | Spojené království | Cvičný letoun                | Mk.127                     | 33        | |
|      | Pilatus PC-9                          | Švýcarsko          | Cvičný letoun                | PC-9A(F)                   | 59        | Po roce 2018 nahrazeny typem Pilatus PC-21. |
|      | Pilatus PC-21                         | Švýcarsko          | Cvičný letoun                |                            | 6         | Celkem objednáno 49 kusů. |
|      | Lockheed Martin F-35 Lightning II     | USA                | Víceúčelové stíhací letadlo  | F-35A                      | 2         | Letadla F-35A zatím v RAAF nedosáhla počáteční operační schopnosti a oba exempláře jsou dislokovány na Lukeově letecké základně v USA, kde slouží k výcviku. Australská objednávka typu zní na 70 kusů, s možností rozšíření až na celkem 100 letounů. |
|      | IAI Heron                             | Izrael             | Bezpilotní letoun            | Heron 1                    | 4         | Vyřazeny v létě 2017. |
|      | Northrop Grumman MQ-4C Triton         | USA                | Bezpilotní letoun            |                            |           | V plánu je zakoupení 7 strojů, doplňujících pilotované P-8 Poseidon, ale objednávka ještě nebyla oficiálně potvrzena. |

## Galerie

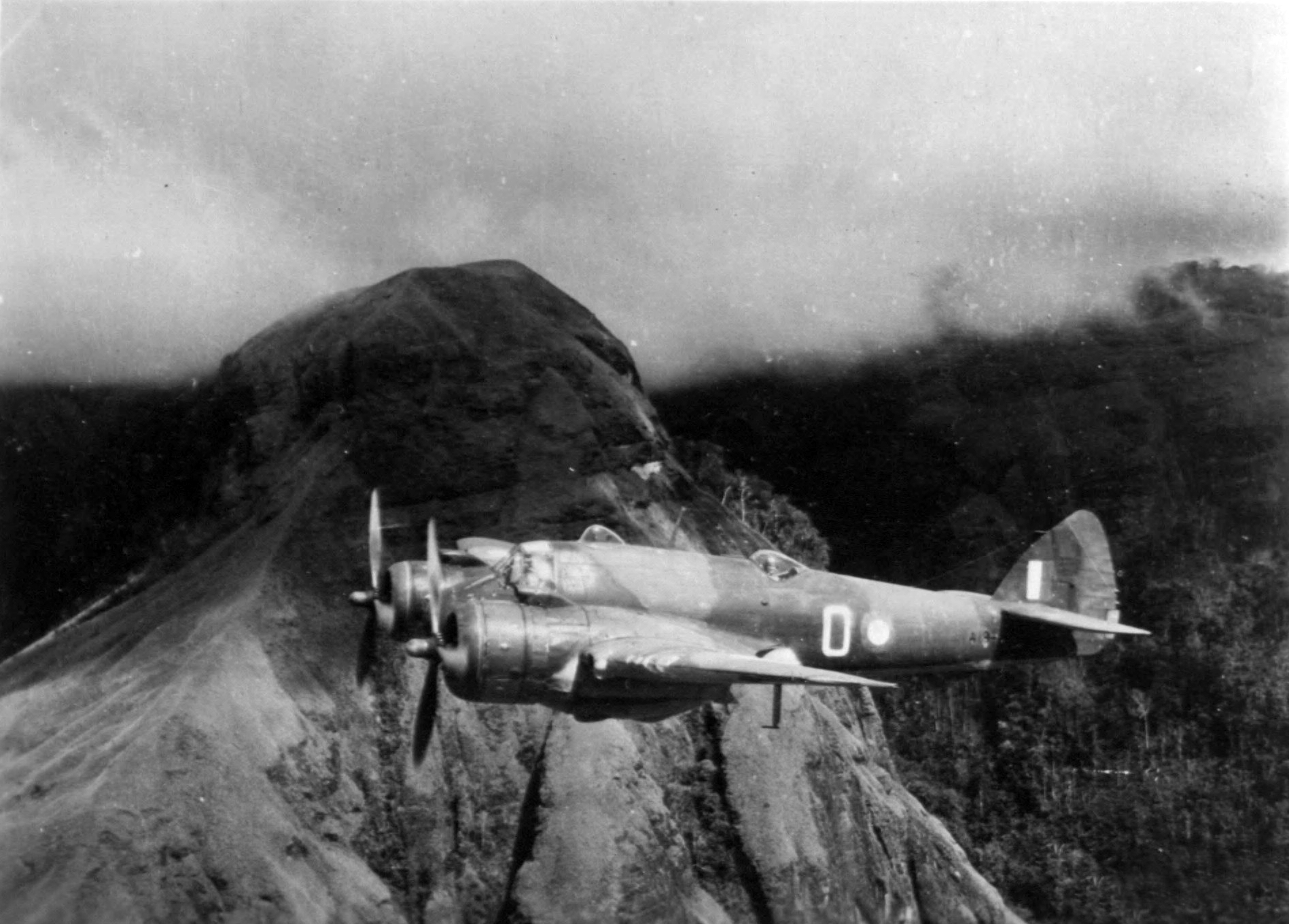
Bristol Beaufighter 30. squadrony RAAF nad Novou Guineou v roce 1942
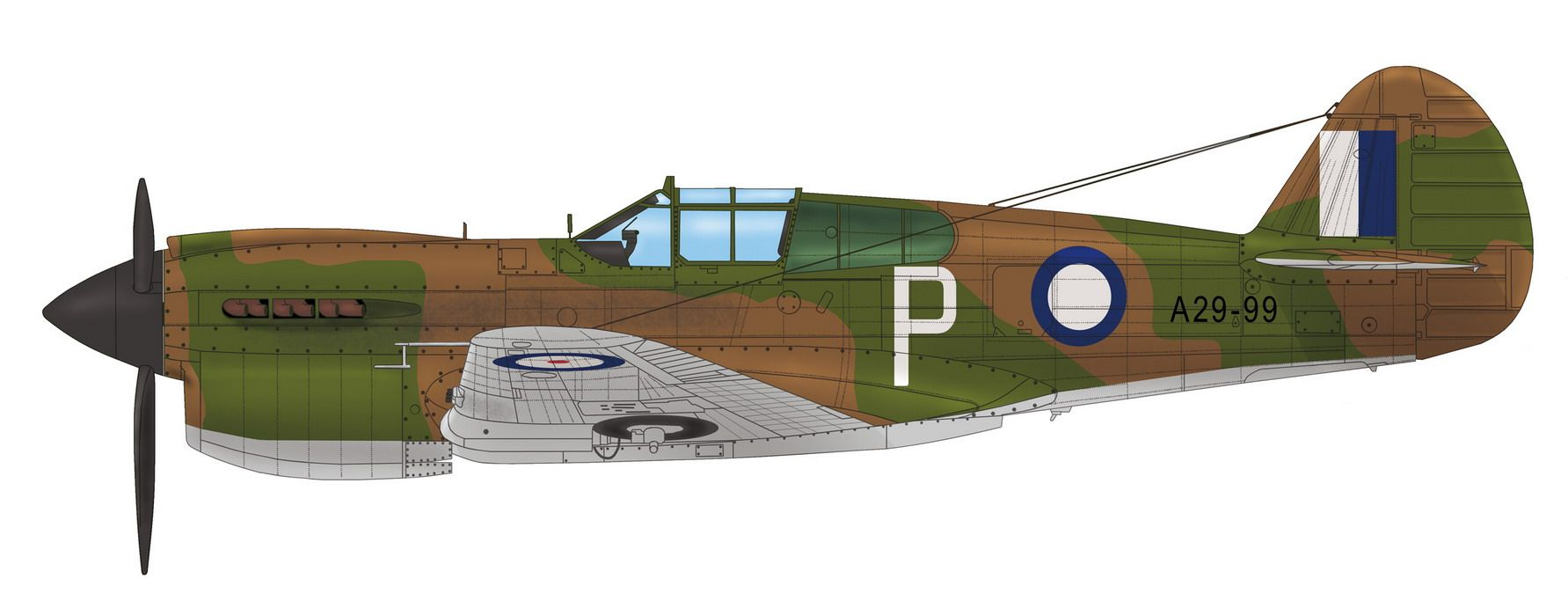
Curtiss Kittyhawk Mk.IA od 75. perutě RAAF, na kterém v srpnu 1942 létal F/O Geoff Atherton na Nové Guineji
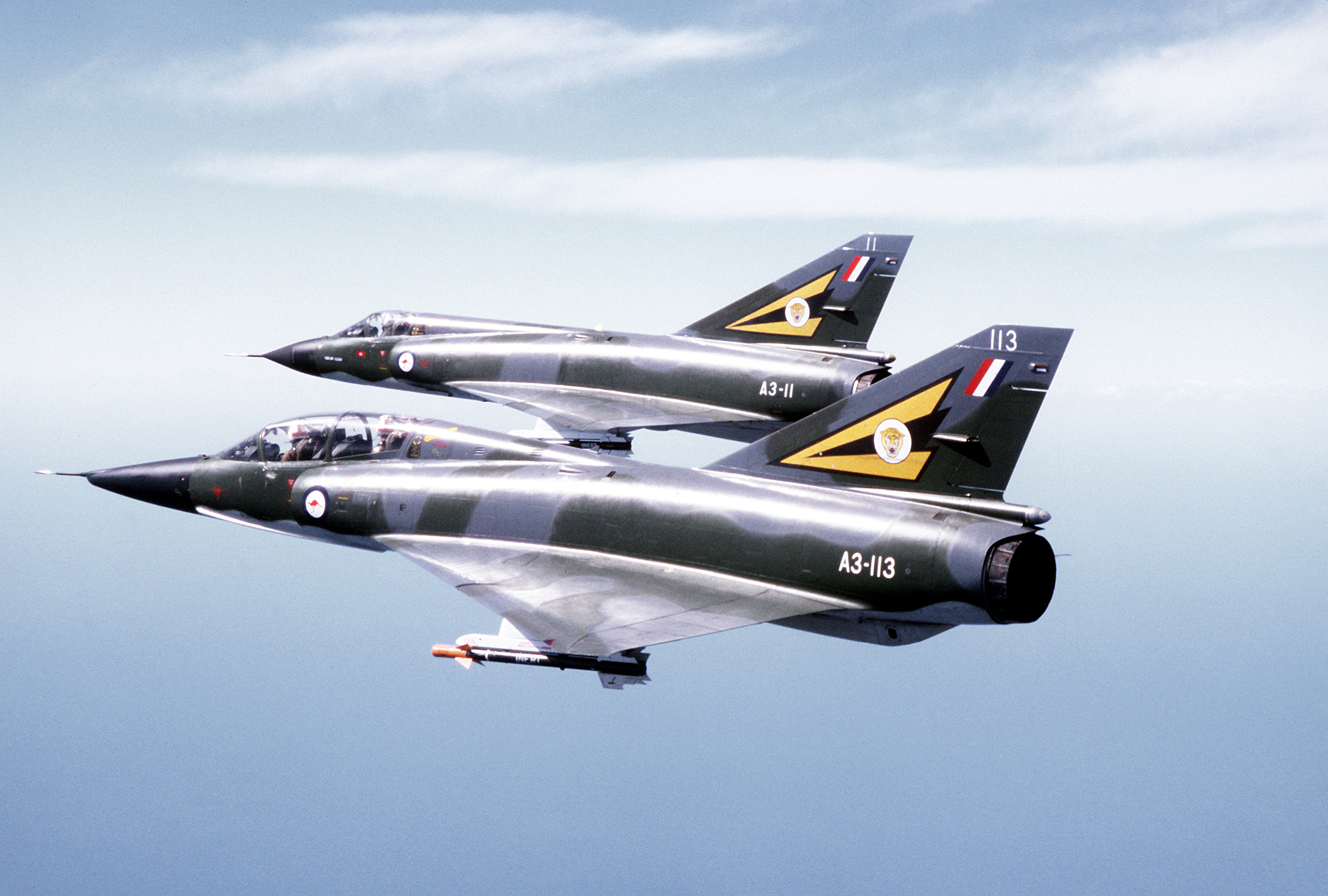
Dvě Mirage III RAAF v roce 1980
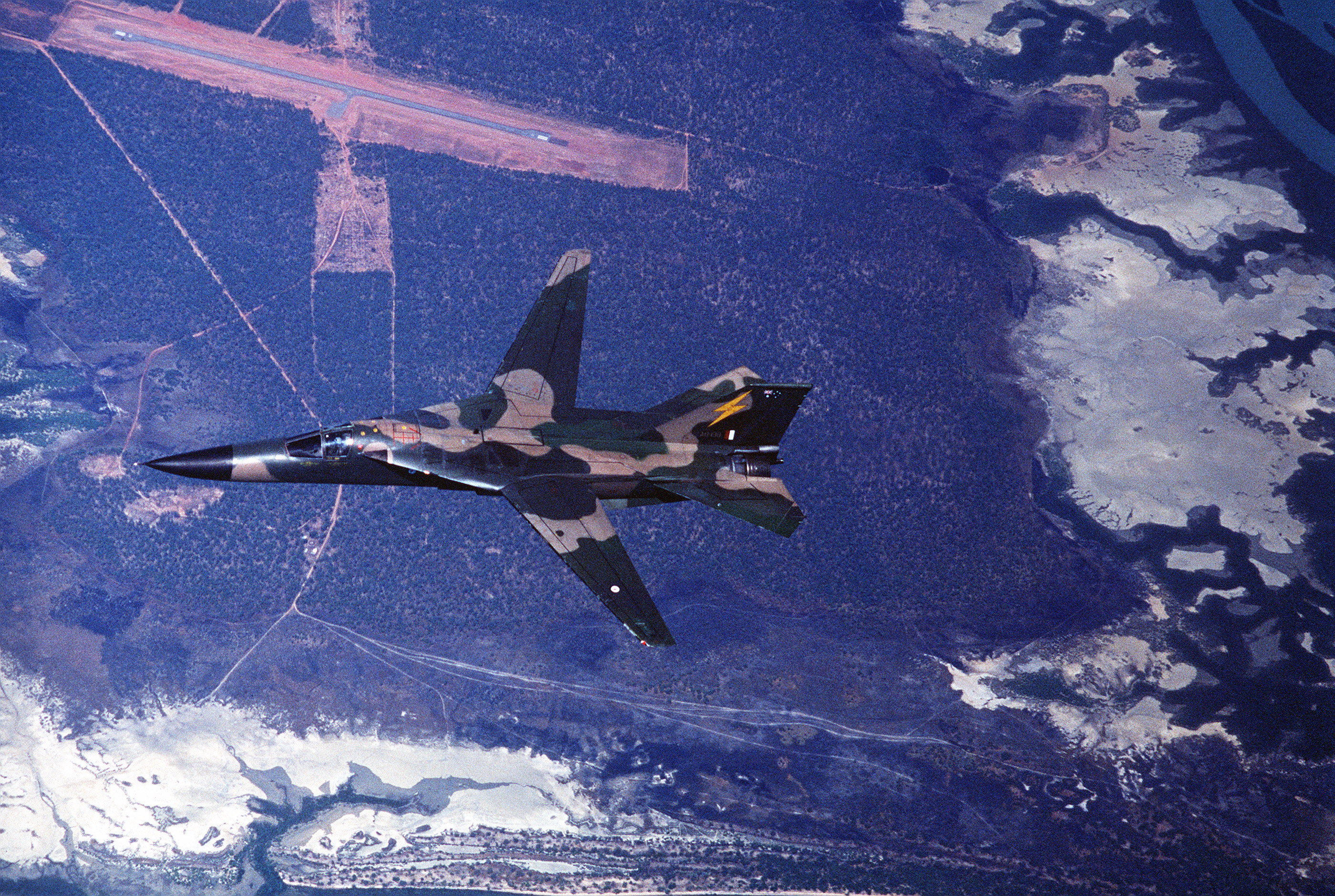
Australská F-111C v lednu 1989
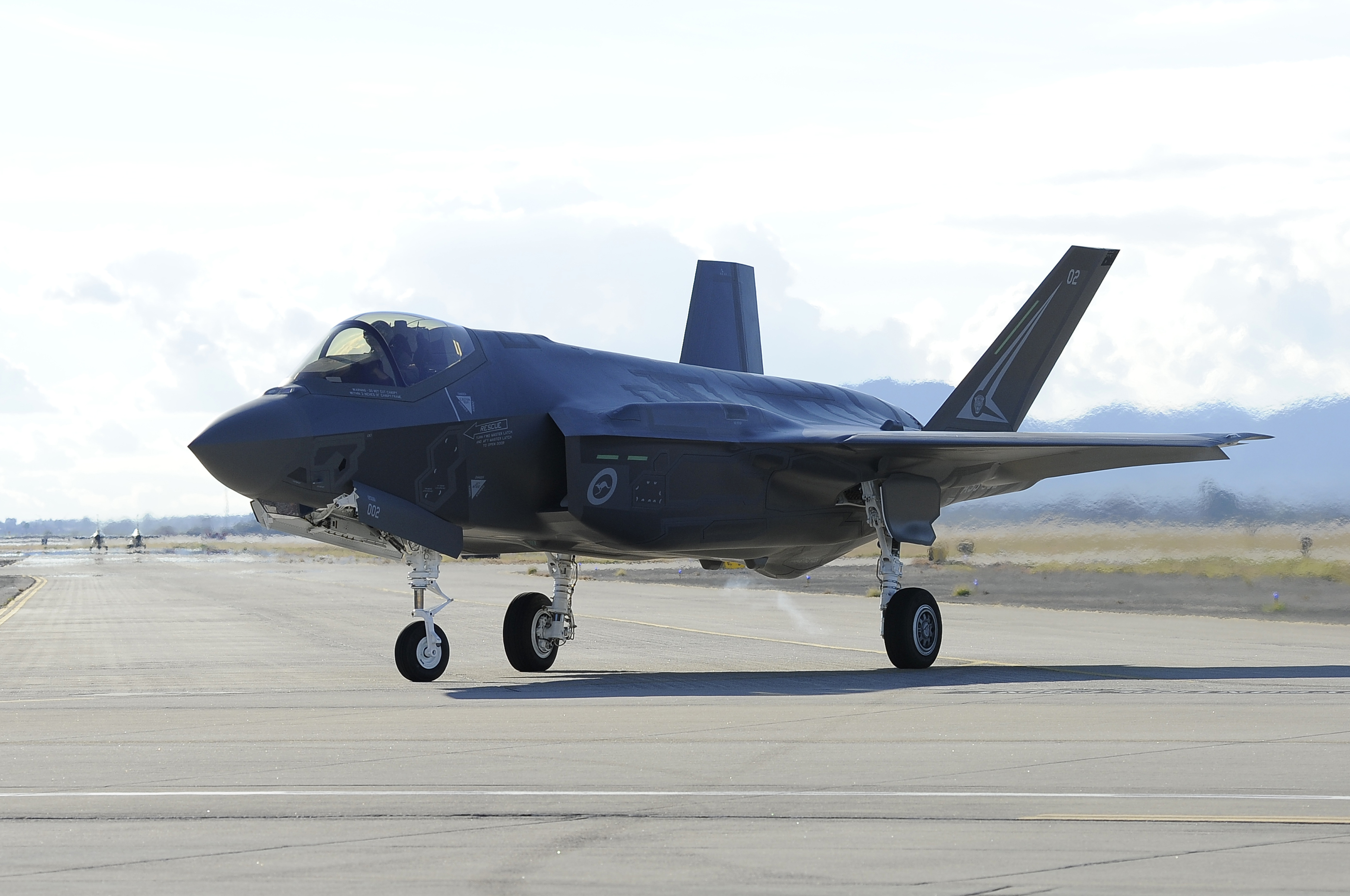
První australský F-35A Lightning II na základně Luke AFB (prosinec 2014)